# 悪魔の部屋
『悪魔の部屋』（あくまのへや）は、笹沢左保の長編サスペンス小説。また、これを原作とする1982年の日本映画。

## 概要
『悪魔の部屋』は、笹沢左保が著した1981年にカッパ・ノベルスから刊行された長編サスペンス小説である。主人公の中戸川不時が新婚の伏島世志子を復讐のためにホテルの一室に誘拐・監禁する中で生じてくる、憎悪に満ちた復讐心と愛欲、魔性を秘めた女性の心の移り変わりなどを描いた長編小説である。
憎悪に満ちた復讐心から完全犯罪を企てる主人公とホテルに誘拐・監禁されたヒロインによる密室劇的要素を取り入れた作品であり、羽住典子によれば「官能小説でありながらも本格の要素をふんだんに使い、さらに性愛描写を使って男性の内側の良さを描いた傑作である」(「ジャーロ No.87 2023 MARCH」掲載)と評している。

## あらすじ
松島世志子は恋愛の末、日本屈指のホテルチェーンの会長・伏島京太郎の息子・裕之と結婚する。世志子には何不自由のない生活が待っていたが、ある日裕之の部下と名乗る男に義父の会社が運営するホテルに監禁されてしまう。男は中戸川不時と名乗り、京太郎の強引な事業拡張のせいで一家離散となり、両親は自殺したと告白する。世志子は抵抗したが、不時に凌辱され続けてしまう。そんな中、世志子は不時に対する気持ちの変化を感じはじめる。

## 登場人物
中戸川 不時
演：ジョニー大倉 - 主人公。復讐のために伏島世志子を誘拐し、ホテルで監禁する。
伏島 世志子
演：中村れい子  - 旧姓:松原。伏島京太郎の息子裕之と結婚する。

## 映画
映画版『悪魔の部屋』は、復讐のために完全犯罪を企てる主人公・中戸川不時役を「遠雷」で好演したジョニー大倉、主人公に誘拐・監禁されるヒロイン・伏島世志子役を「水のないプール」でヒロインを演じた中村れい子がそれぞれ演じ、にっかつロマンポルノの一作として1982年に公開された。封切時の併映は『マダムスキャンダル 10秒死なせて』（西村昭五郎監督、五月みどり主演）。
フィルムワーカーズの設立に立ち会った鵜飼邦彦のインタビューによれば、当初松竹で映画化を計画されていたが、にっかつでの制作になったと話している。また、密室劇的な構成であるため、主人公の回想シーンなどで工夫している。

### スタッフ
- プロデューサー - 八巻晶彦
- 監督 - 曽根中生
- 助監督 - 村上修
- 脚本 - 曽根中生、佐伯俊道
- 原作 - 笹沢左保
- 撮影 - 水野尾信正
- 音楽 - 立川直樹
- 美術 - 渡辺平八郎
- 照明 - 木村誠作
- 録音 - 小野寺修
- 編集 - 山田真司
- スチール - 目黒祐司

### キャスト
- 伏島世志子 - 中村れい子
- 中戸川不時 - ジョニー大倉
- 松原 - 成瀬昌彦
- 中戸川洋介 - 河西健司
- 家政婦 - 中村まり子
- 中戸川綾子 - 岩崎優子
- マネージャー - 山根久幸
- 刑事 - 坂田金太郎、深見博
- 高瀬将嗣
- ボーイ - 伊藤哲哉
- ヤクザ - 庄司三郎
- アナウンサー - 東谷由香
- 伏島京太郎 - 内田良平
- 伏島裕之 - 堀内正美
- 林美雄、亜希いずみ、広瀬優